# Fragmentos III
Fragmentos III é o primeiro DVD da banda O Teatro Mágico. O DVD foi gravado ao vivo em outubro de 2007 em São Caetano do Sul. O disco conta ainda com quatro clipes.

## Faixas
1- Camarada d'água

2- Pratododia

3- A pedra mais alta

4- Zaluzejo

5- Sonho de uma flauta

6- O anjo mais velho

7- De ontem em diante

8- Pena

### Clipes
- O tudo é uma coisa só
- Camarada d’água
- Realejo
- O anjo mais velho